# Yvonne Hak
Yvonne Hak, född den 30 juni 1986, är en nederländsk friidrottare som tävlar i medeldistanslöpning.
Hak deltog vid inomhus-EM 2009 där hon inte tog sig vidare till finalen på 800 meter. Åter efter kom hennes stora genombrott då hon blev silvermedaljör på 800 meter vid EM i Barcelona. Hon noterade där ett nytt personligt rekord med tiden 1:58,85.

## Personliga rekord
- 800 meter - 1:58,85 från 2010